# SO-05F
ドコモ タブレット Xperia Z2 Tablet SO-05F（ドコモ タブレット エクスペリア ゼットツー タブレット エスオーゼロゴエフ）は、ソニーモバイルコミュニケーションズによって開発された、NTTドコモの第3.9世代移動通信システム（Xi）と第3世代移動通信システム（FOMA）とのデュアルモード端末である。ドコモ タブレットのひとつ。

## 概要
SO-03Eの後継機種で、グローバルモデルであるXperia Z2 Tabletの日本国内ローカライズモデルとなる。
OSはAndroid 4.4を搭載している。グローバルモデルに関してはAndroid 5.0までアップデート可能だが、本機種は2015年6月4日にAndroid™ 5.0へのOSアップデートがアナウンスされ、9月17日からAndroid™ 5.0へのOSアップデートが出来るようになった。
基本的な性能は先にau向けに発表されたSOT21とほぼ同等であるが、こちらは音声通話に対応しており、VoLTEでの通話も可能となっている。また、モバキャス(NOTTV)の受信も可能となっている。

## 主な機能
| 主な対応サービス                                | 主な対応サービス                         | 主な対応サービス                     | 主な対応サービス                                                  |
| ----------------------------------------------- | ---------------------------------------- | ------------------------------------ | ----------------------------------------------------------------- |
| タッチパネル/加速度センサー                     | Xi/FOMAハイスピード/VoLTE                | Bluetooth                            | DCMX/おサイフケータイ/NFC/かざしてリンク/赤外線/トルカ            |
| ワンセグ/フルセグ/モバキャス/FM放送             | メロディコール                           | テザリング                           | WiFi IEEE802.11a/b/g/n/ac                                         |
| GPS                                             | ドコモメール/電話帳バックアップ          | デコメール/デコメ絵文字/デコメアニメ | iチャネル                                                         |
| エリアメール/ソフトウェアーアップデート自動更新 | デジタルオーディオプレーヤー(WMA・MP3他) | GSM/3Gローミング(WORLD WING)         | フルブラウザ/Flash Player                                         |
| Google Play/dメニュー/dマーケット               | Gmail/Google Talk/YouTube/Picasa         | バーコードリーダ/名刺リーダ          | ドコモ地図ナビ/ドコモ ドライブネット/Google Maps/ストリートビュー |

## 歴史
- 2014年2月24日（現地時間） - スペイン・バルセロナの携帯電話展示会「Mobile World Congress 2014」にてソニーモバイルコミュニケーションズよりグローバルモデル発表。ただし、この時点では日本国内での販売は未定だった[9]。
- 2014年5月14日 - NTTドコモより発表。
- 2014年6月27日 - 発売開始[10]。
- 2015年1月26日 - ソフトウェア更新によりVoLTEに対応。

## アップデート・不具合など
2014年6月27日のアップデート
- スピーカーホンでの通話中、自分の声が相手に途切れて聞こえる場合がある不具合を修正する。
  - ビルド番号が17.1.1.B.1.32から17.1.1.B.1.53になる。

2015年1月26日のアップデート（機能バージョンアップ）
- 機能バージョンアップ
  - 「VoLTE（ボルテ）」に対応。本端末を利用して、VoLTEを利用可能となる。
- 不具合修正
  - 動画再生時に画面を回転させると、フリーズする場合がある不具合を修正する。
  - ビルド番号が17.1.1.B.1.32、17.1.1.B.1.53から17.1.1.B.3.195になる。